# Jim Paxson
James Joseph Paxson, detto Jim (Kettering, 9 luglio 1957), è un ex cestista e dirigente sportivo statunitense, professionista nella NBA.
È il figlio di Jim Paxson sr. e il fratello di John Paxson.

## Carriera
Venne selezionato dai Portland Trail Blazers al primo giro del Draft NBA 1979 (12ª scelta assoluta).

## Statistiche

### NBA

#### Regular Season
| Anno      | Squadra             | PG  | PT  | MP   | TC%  | 3P%  | TL%  | RP  | AP  | PRP | SP  | PP   |
| --------- | ------------------- | --- | --- | ---- | ---- | ---- | ---- | --- | --- | --- | --- | ---- |
| 1979-1980 | Portland T. Blazers | 72  | -   | 17,6 | 41,1 | 4,5  | 71,1 | 1,5 | 2,0 | 0,7 | 0,1 | 6,2  |
| 1980-1981 | Portland T. Blazers | 79  | -   | 34,2 | 53,6 | 6,7  | 73,4 | 2,7 | 3,8 | 1,8 | 0,1 | 17,1 |
| 1981-1982 | Portland T. Blazers | 82  | 82  | 33,6 | 52,6 | 22,9 | 76,7 | 2,7 | 3,4 | 1,6 | 0,1 | 18,9 |
| 1982-1983 | Portland T. Blazers | 81  | 81  | 33,8 | 51,5 | 16,0 | 81,2 | 2,1 | 2,9 | 1,7 | 0,2 | 21,7 |
| 1983-1984 | Portland T. Blazers | 81  | 81  | 33,2 | 51,4 | 28,8 | 84,1 | 2,1 | 3,1 | 1,5 | 0,1 | 21,3 |
| 1984-1985 | Portland T. Blazers | 68  | 57  | 33,1 | 51,4 | 15,4 | 79,0 | 3,3 | 3,9 | 1,5 | 0,1 | 17,9 |
| 1985-1986 | Portland T. Blazers | 75  | 31  | 25,7 | 47,0 | 32,3 | 88,9 | 2,0 | 3,7 | 1,3 | 0,1 | 13,1 |
| 1986-1987 | Portland T. Blazers | 72  | 1   | 25,0 | 46,0 | 26,5 | 80,6 | 1,9 | 3,3 | 1,1 | 0,2 | 12,1 |
| 1987-1988 | Portland T. Blazers | 17  | 1   | 15,5 | 40,2 | 37,5 | 77,8 | 1,1 | 1,6 | 0,4 | 0,1 | 6,1  |
| 1987-1988 | Boston Celtics      | 28  | 2   | 19,2 | 49,2 | 15,4 | 88,5 | 1,0 | 1,8 | 0,8 | 0,1 | 8,7  |
| 1988-1989 | Boston Celtics      | 57  | 7   | 20,0 | 45,4 | 16,7 | 81,6 | 1,3 | 1,9 | 0,7 | 0,1 | 8,6  |
| 1989-1990 | Boston Celtics      | 72  | 25  | 17,8 | 45,3 | 25,0 | 81,1 | 1,1 | 1,9 | 0,5 | 0,1 | 6,4  |
| Carriera  | Carriera            | 784 | 368 | 27,2 | 49,8 | 22,5 | 80,7 | 2,0 | 2,9 | 1,2 | 0,1 | 14,3 |

#### Playoffs
| Anno     | Squadra             | PG | PT | MP   | TC%  | 3P%  | TL%  | RP  | AP  | PRP | SP  | PP   |
| -------- | ------------------- | -- | -- | ---- | ---- | ---- | ---- | --- | --- | --- | --- | ---- |
| 1980     | Portland T. Blazers | 3  | -  | 14,7 | 31,3 | -    | 100  | 1,3 | 1,0 | 0,7 | 0,3 | 5,3  |
| 1981     | Portland T. Blazers | 1  | -  | 4,0  | 0,0  | -    | -    | 0,0 | 0,0 | 0,0 | 0,0 | 0,0  |
| 1983     | Portland T. Blazers | 7  | -  | 37,1 | 58,6 | 50,0 | 75,8 | 2,1 | 2,6 | 1,3 | 0,1 | 23,3 |
| 1984     | Portland T. Blazers | 5  | -  | 34,4 | 51,3 | 20,0 | 82,5 | 3,8 | 2,4 | 0,4 | 0,0 | 22,8 |
| 1985     | Portland T. Blazers | 9  | 0  | 23,6 | 46,5 | 30,0 | 79,2 | 2,2 | 2,3 | 0,7 | 0,0 | 12,9 |
| 1986     | Portland T. Blazers | 4  | 0  | 17,8 | 37,8 | 33,3 | 80,0 | 1,0 | 3,8 | 0,8 | 0,0 | 10,5 |
| 1987     | Portland T. Blazers | 4  | 0  | 23,5 | 40,6 | 0,0  | 88,9 | 2,3 | 3,3 | 1,3 | 0,0 | 8,5  |
| 1988     | Boston Celtics      | 15 | 0  | 12,5 | 28,8 | 0,0  | 80,0 | 0,6 | 0,7 | 0,4 | 0,1 | 3,3  |
| 1990     | Boston Celtics      | 5  | 0  | 12,4 | 50,0 | 0,0  | 75,0 | 0,0 | 1,4 | 1,0 | 0,0 | 3,8  |
| Carriera | Carriera            | 53 | 0  | 20,9 | 46,3 | 26,7 | 80,8 | 1,5 | 1,9 | 0,7 | 0,1 | 10,5 |

## Palmarès
- All-NBA Second Team (1984)
- 2 volte NBA All-Star (1983, 1984)